# Stanisław Magierski
Stanisław Magierski (ur. 21 sierpnia 1904 w Lublinie, zm. 28 stycznia 1957 tamże) – polski fotograf, malarz, poeta, mecenas sztuki, farmaceuta. Członek założyciel i członek Zarządu Lubelskiego Towarzystwa Fotograficznego.

## Życiorys
Stanisław Magierski absolwent Gimnazjum Humanistycznego Męskiego Szkoła Lubelska (1923) oraz Uniwersytetu Warszawskiego (1927 – studia farmaceutyczne). W 1920 podczas wojny polsko-bolszewickiej służył w Harcerskim Batalionie Wartowniczym w Lublinie. Po śmierci ojca (w 1918) prowadził rodzinną firmę – Hurtownia drogeryjna i skład materiałów aptecznych i farb Jan Magierski i S-ka, przy której prowadził laboratorium fotograficzne oraz sklep z przyborami fotograficznymi i fotochemicznymi (aparaty, sprzęt fotograficzny). Podczas II wojny światowej – od 1943 roku był zastępcą dowódcy Biura Informacji i Propagandy Okręgu Lubelskiego Armii Krajowej. Przez wiele lat mieszkał wraz z rodziną na drugim piętrze kamienicy przy ulicy Narutowicza 14 w Lublinie.  
Stanisław Magierski aktywnie uczestniczył w pracach lubelskiego środowiska fotograficznego. Miejsce szczególne w jego twórczości zajmowała fotografia dokumentalna, fotografia ojczysta, fotografia pejzażowa, fotografia portretowa, fotografia socjologiczna. W 1936 roku był współzałożycielem Lubelskiego Towarzystwa Fotograficznego (wspólnie z Zygmuntem Dobkiewiczem, Zygmuntem Grzywaczem, Edwardem Hartwigiem, Władysławem Kończakiem, Antonim Kozłowskim, Mieczysławem Rotblitem, Stanisławem Szydłowskim, Stanisławem Szramowiczem, Wiesławem Żarskim), w którym objął funkcję członka Zarządu LTF. Jego debiut artystyczny miał miejsce w 1937 roku, podczas X Międzynarodowego Salonu Fotografiki w Warszawie, gdzie po raz pierwszy zaprezentował swoje fotografie. 
Stanisław Magierski aktywnie uczestniczył w wielu krajowych i międzynarodowych salonach fotograficznych – w Polsce i za granicą, gdzie otrzymał wiele akceptacji, nagród i wyróżnień (m.in. wyróżnienie na wystawie fotografii w Wielkiej Brytanii, w Birmingham oraz dyplom honorowy na I Polskiej Wystawie Fotografii Ojczystej w Warszawie – zorganizowanej przez Polskie Towarzystwo Fotograficzne). W 1938 roku był współorganizatorem Wystawy Fotografiki Polskiej – zorganizowanej w ramach działalności w Lubelskim Towarzystwie Fotograficznym. W 1950, po stracie rodzinnej firmy – był współzałożycielem teatru amatorskiego Latarnia. Jest autorem m.in. Kołysanki leśnej – popularnej piosenki zaczynającej się od słów Dziś do ciebie przyjść nie mogę. 
Archiwum fotografii Stanisława Magierskiego zostało przekazane do zbiorów Narodowego Archiwum Cyfrowego. Część fotografii znajduje się też w zbiorach Wojewódzkiej Biblioteki Publicznej im. Hieronima Łopacińskiego w Lublinie. Wybór fotografii Stanisława Magierskiego i jego syna Jana (1936–2021) został w 2023 opublikowany przez Narodowe Archiwum Cyfrowe w albumie „Magierscy. Fotografowie z Lublina”.

## Odznaczenia
- Srebrny Krzyż Zasługi z Mieczami[1][10]